# Guanzhou Shuiku
Guanzhou Shuiku (kinesiska: 官舟水库) är en reservoar i Kina. Den ligger i provinsen Guizhou, i den sydvästra delen av landet, omkring 260 kilometer nordost om provinshuvudstaden Guiyang. I omgivningarna runt Guanzhou Shuiku växer huvudsakligen savannskog.
Genomsnittlig årsnederbörd är 1 390 millimeter. Den regnigaste månaden är maj, med i genomsnitt 253 mm nederbörd, och den torraste är januari, med 24 mm nederbörd.